# Vrány a vrabčáci
Vrány a vrabčáci (čínsky: 烏鴉與麻雀; pchin-jin: Wūyā yŭ Máquè, angl. Crows and Sparrows) je čínský film režiséra Čenga Ťün-liho. Vznikl v roce 1949, ovšem pro ostře protičankajškovské vyznění mohl být na veřejnosti uveden až po vítězství maoistů v občanské válce.
Zápletka filmu stojí na boji nájemníků se zlým majitelem domu, který je chce vystěhovat, přičemž onen majitel je zjevnou alegorií na Čankajškův režim a hraje jej herec Čankajškovi velice podobný.